# Adolphe Franck
Adolphe Franck (9. října 1809, Liocourt, Departement Moselle – 11. dubna 1893, Paříž) byl francouzský filozof, profesor na Sorbonně.
Adolphe Franck byl synem židovských rodičů. Studoval v Nancy a Toulouse. V roce 1840 přišel jako profesor filosofie do Paříže na Collège Charlemagne. Po návštěvě Itálie v roce 1843 započal práci na šestisvazkovém Dictionnaire des Sciences Philosophiques (Slovník filosofických věd, 1843-49; 2. vydání 1 sv. 1875) do kterého vložil velké množství příspěvků. V roce 1852 na Collège de France obdržel katedru přirozeného a mezinárodního práva. Od roku 1850 působil jako člen nadřízeného orgánu školské správy. Byl rovněž zakladatelem Národní ligy proti ateismu (Ligue Nationale contre l’Athéisme).

## Dílo
- Esquisses d'une histoire de la logique (Náčrt dějin logiky; 1838).
- La kabbale ou La philosophie religieuse des Hébreux (Kabala čili náboženská filosofie Hebrejů; 1843), Reprint Amsterdam 1990.
- Le communisme jugé par l’histoire depuis son origine jusqu’en 1871 (Soud historie nad komunismem od jeho počátků po rok 1871; 1849).
- Études orientales (1861).
- Réformateurs et publicistes de l’Europe dixseptième siècle (Reformátoři a publicisté v Evropě v 17. století).
- Réformateurs et publicistes de l'Europe: moyen âge, renaissance (Reformátoři a publicisté v Evropě: středověk a renesance; 1863).
- Philosophie du droit pénal (Filosofie trestního práva; 1864, 2. vyd. 1880).
- Philosophie du droit ecclésiastique (Filosofie církevního práva; 1864).
- La philosophie mystique en France à la fin du XVIIIe siècle: Saint Martin et son maître Martinez Pasqualis (Mystická filosofie ve Francii koncem 18. století; 1866).
- Philosophie et religion (Filosofie a náboženství; 1867, 2. vyd. 1869).
- Morale pour tous (Morálka pro všechny; 1883).
- Moralistes et philosophes (Moralisté a filosofové; 1871, 2. vyd. 1874).
- Éléments de morale (Základy morálky; 1881).
- Philosophes modernes étrangers et français (Moderní filosofové, cizí a francouzští; 1879).
- Réformateurs et publicistes de l'Europe 18. siècle (Reformátoři a publicisté v Evropě 18. století; 1881).
- Essais de critique philosophique. (Kritické filosofické eseje; 1885).
- Des rapports de la religion et de l'état. (O vztazích náboženství a státu; 1885).
- Philosophie du droit civil (Filosofie občanského práva; 1886).
- Nouvelles études orientales. (1896).
- Esquisse d'une Histoire de la logique précédée d'une analyse étendue de l'Organum d'Aristote. (Náčrt dějin logiky s rozsáhlou analýzou Aristotelova Organon; 1898).